# Углеводы

Структурная формула лактозы — содержащегося в молоке дисахарида

Углево́ды (глици́ды) — органические вещества, содержащие карбонильную группу и несколько гидроксильных групп.
Название этого класса соединений происходит от слов «гидраты углерода», оно было предложено Карлом Шмидтом в 1844 году. Появление такого названия связано с тем, что первые из известных науке углеводов описывались брутто-формулой Cx(H2O)y, формально являясь соединениями углерода и воды.
Сахара́ — другое название низкомолекулярных углеводов: моносахаридов, дисахаридов и олигосахаридов.
Углеводы являются неотъемлемым компонентом клеток и тканей всех живых организмов представителей растительного и животного мира, составляя (по массе) основную часть органического вещества на Земле. Источником углеводов для всех живых организмов является процесс фотосинтеза, осуществляемый растениями.
Углеводы — весьма обширный класс органических соединений, среди них встречаются вещества с сильно различающимися свойствами. Это позволяет углеводам выполнять разнообразные функции в живых организмах. Соединения этого класса составляют около 80 % сухой массы растений и 2—3 % массы животных.

## Классификация
Все углеводы состоят из отдельных «единиц», которыми являются сахариды. По способности к гидролизу на мономеры углеводы делятся на две группы: простые и сложные. Углеводы, содержащие одну единицу, называются моносахариды, две единицы — дисахариды, от трёх до десяти единиц — олигосахариды, а более десяти — полисахариды. Моносахариды быстро повышают содержание сахара в крови и обладают высоким гликемическим индексом, поэтому их ещё называют быстрыми углеводами. Они легко растворяются в воде и синтезируются в зелёных растениях. Углеводы, состоящие из 3 или более единиц, называются сложными. Продукты, богатые сложными углеводами, постепенно повышают содержание глюкозы и имеют низкий гликемический индекс, поэтому их ещё называют медленными углеводами. Сложные углеводы являются продуктами поликонденсации простых сахаров (моносахаридов) и, в отличие от простых, в процессе гидролитического расщепления способны распадаться на мономеры с образованием сотен и тысяч молекул моносахаридов.

### Моносахариды

Распространённый в природе моносахарид — бета-D-глюкоза.

Моносахари́ды (от др.-греч. μόνος ‘единственный’, лат. saccharum ‘сахар’ и суффикса -ид) — простейшие углеводы, не гидролизующиеся с образованием более простых углеводов — обычно представляют собой бесцветные, легко растворимые в воде, плохо — в спирте и совсем нерастворимые в эфире, твёрдые прозрачные органические соединения, одна из основных групп углеводов, самая простая форма сахара. Водные растворы имеют нейтральный pH. Некоторые моносахариды обладают сладким вкусом. Моносахариды содержат карбонильную (альдегидную или кетонную) группу, поэтому их можно рассматривать как производные многоатомных спиртов. Моносахарид, у которого карбонильная группа расположена в конце цепи, представляет собой альдегид и называется альдоза. При любом другом положении карбонильной группы моносахарид является кетоном и называется кетоза. В зависимости от длины углеродной цепи (от трёх до десяти атомов) различают триозы, тетрозы, пентозы, гексозы, гептозы и так далее. Среди них наибольшее распространение в природе получили пентозы и гексозы. Моносахариды — стандартные блоки, из которых синтезируются дисахариды, олигосахариды и полисахариды.
В природе в свободном виде наиболее распространена D-глюкоза (C6H12O6) — структурная единица многих дисахаридов (мальтозы, сахарозы и лактозы) и полисахаридов (целлюлоза, крахмал). Другие моносахариды, в основном, известны как компоненты ди-, олиго- или полисахаридов и в свободном состоянии встречаются редко. Природные полисахариды служат основными источниками моносахаридов.

### Дисахариды

Мальтоза (солодовый сахар) — природный дисахарид, состоящий из двух остатков глюкозы

Дисахари́ды (от др.-греч. δία ‘два’, лат. saccharum ‘сахар’ и суффикса -ид) — сложные органические соединения, одна из основных групп углеводов, при гидролизе каждая молекула распадается на две молекулы моносахаридов, являются частным случаем олигосахаридов. По строению дисахариды представляют собой гликозиды, в которых две молекулы моносахаридов соединены друг с другом гликозидной связью, образованной в результате взаимодействия гидроксильных групп (двух полуацетальных или одной полуацетальной и одной спиртовой). В зависимости от строения дисахариды делятся на две группы: восстанавливающие (мальтоза, лактоза, целлобиоза) и невосстанавливающие (сахароза). Например, в молекуле мальтозы у второго остатка моносахарида (глюкозы) имеется свободный полуацетальный гидроксил, придающий данному дисахариду восстанавливающие свойства. Дисахариды наряду с полисахаридами являются одним из основных источников углеводов в рационе человека и животных.

### Олигосахариды

Рафиноза — природный трисахарид, состоящий из остатков D-галактозы, D-глюкозы и D-фруктозы.

О́лигосахари́ды (от греч. ὀλίγος — немногий) — углеводы, молекулы которых включают от 2 до 10—20 остатков моносахаридов, соединённых гликозидными связями. Соответственно различают: дисахариды, трисахариды и так далее. Олигосахариды, состоящие из одинаковых моносахаридных остатков, называют гомополисахаридами, а из разных — гетерополисахаридами. Наиболее распространены среди олигосахаридов дисахариды.
Среди природных трисахаридов наиболее распространена рафиноза — невосстанавливающий олигосахарид, содержащий остатки фруктозы, глюкозы и галактозы — в больших количествах содержится в сахарной свёкле и во многих других растениях.

### Полисахариды
Полисахари́ды — общее название класса сложных высокомолекулярных углеводов, молекулы которых состоят из десятков, сотен или тысяч мономеров — моносахаридов. С точки зрения общих принципов строения в группе полисахаридов возможно различить гомополисахариды, синтезированные из однотипных моносахаридных единиц и гетерополисахариды, для которых характерно наличие двух или нескольких типов мономерных остатков.
Гомополисахариды (гликаны), состоящие из остатков одного моносахарида, могут быть гексозами или пентозами, то есть в качестве мономера может быть использована гексоза или пентоза. В зависимости от химической природы полисахарида различают глюканы (из остатков глюкозы), маннаны (из маннозы), галактаны (из галактозы) и другие подобные соединения. К группе гомополисахаридов относятся органические соединения растительного (крахмал, целлюлоза, пектиновые вещества), животного (гликоген, хитин) и бактериального (декстраны) происхождения.
Полисахариды необходимы для жизнедеятельности животных и растительных организмов. Это один из основных источников энергии организма, образующейся в результате обмена веществ. Полисахариды принимают участие в иммунных процессах, обеспечивают сцепление клеток в тканях, являются основной массой органического вещества в биосфере.
Крахма́л (C6H10O5)n — смесь двух гомополисахаридов: линейного — амилозы и разветвлённого — амилопектина, мономером которых является альфа-глюкоза. Белое аморфное вещество, не растворимое в холодной воде, способное к набуханию и частично растворимое в горячей воде. Молекулярная масса 105—107 Дальтон. Крахмал, синтезируемый разными растениями в хлоропластах, под действием света при фотосинтезе, несколько различается по структуре зёрен, степени полимеризации молекул, строению полимерных цепей и физико-химическим свойствам. Как правило, содержание амилозы в крахмале составляет 10—30 %, амилопектина — 70—90 %. Молекула амилозы содержит в среднем около 1000 остатков глюкозы, связанных между собой альфа-1,4-связями. Отдельные линейные участки молекулы амилопектина состоят из 20—30 таких единиц, а в точках ветвления амилопектина остатки глюкозы связаны межцепочечными альфа-1,6-связями. При частичном кислотном гидролизе крахмала образуются полисахариды меньшей степени полимеризации — декстрины (C6H10O5)p, а при полном гидролизе — глюкоза.

Структура гликогена

Гликоге́н (C6H10O5)n — полисахарид, построенный из остатков альфа-D-глюкозы — главный резервный полисахарид высших животных и человека, содержится в виде гранул в цитоплазме клеток практически во всех органах и тканях, однако, наибольшее его количество накапливается в мышцах и печени. Молекула гликогена построена из ветвящихся полиглюкозидных цепей, в линейной последовательности которых, остатки глюкозы соединены посредством альфа-1,4-связями, а в точках ветвления межцепочечными альфа-1,6-связями. Эмпирическая формула гликогена идентична формуле крахмала. По химическому строению гликоген близок к амилопектину с более выраженной разветвлённостью цепей, поэтому иногда называется неточным термином «животный крахмал». Молекулярная масса 105—108 Дальтон и выше. В организмах животных является структурным и функциональным аналогом полисахарида растений — крахмала. Гликоген образует энергетический резерв, который при необходимости восполнить внезапный недостаток глюкозы может быть быстро мобилизован — сильное разветвление его молекулы ведёт к наличию большого числа концевых остатков, обеспечивающих возможность быстрого отщепления нужного количества молекул глюкозы. В отличие от запаса триглицеридов (жиров) запас гликогена не настолько ёмок (в калориях на грамм). Только гликоген, запасённый в клетках печени (гепатоцитах) может быть переработан в глюкозу для питания всего организма, при этом гепатоциты способны накапливать до 8 процентов своего веса в виде гликогена, что является максимальной концентрацией среди всех видов клеток. Общая масса гликогена в печени взрослых может достигать 100—120 граммов. В мышцах гликоген расщепляется на глюкозу исключительно для локального потребления и накапливается в гораздо меньших концентрациях (не более 1 % от общей массы мышц), тем не менее общий запас в мышцах может превышать запас, накопленный в гепатоцитах.
Целлюло́за (клетча́тка) — наиболее распространённый структурный полисахарид растительного мира, состоящий из остатков альфа-глюкозы, представленных в бета-пиранозной форме. Таким образом, в молекуле целлюлозы бета-глюкопиранозные мономерные единицы линейно соединены между собой бета-1,4-связями. При частичном гидролизе целлюлозы образуется дисахарид целлобиоза, а при полном — D-глюкоза. В желудочно-кишечном тракте человека целлюлоза не переваривается, так как набор пищеварительных ферментов не содержит бета-глюкозидазу. Тем не менее, наличие оптимального количества растительной клетчатки в пище способствует нормальному формированию каловых масс. Обладая большой механической прочностью, целлюлоза выполняет роль опорного материала растений, например, в составе древесины её доля варьирует от 50 до 70 %, а хлопок представляет собой практически стопроцентную целлюлозу.
Хити́н — структурный полисахарид низших растений, грибов и беспозвоночных животных (в основном роговые оболочки членистоногих — насекомых и ракообразных). Хитин, подобно целлюлозе в растениях, выполняет опорные и механические функции в организмах грибов и животных. Молекула хитина построена из остатков N-ацетил-D-глюкозамина, связанных между собой бета-1,4-гликозидными связями. Макромолекулы хитина неразветвлённые и их пространственная укладка не имеет ничего общего с целлюлозой.
Пекти́новые вещества́ — полигалактуроновая кислота, содержится в плодах и овощах, остатки D-галактуроновой кислоты связаны альфа-1,4-гликозидными связями. В присутствии органических кислот способны к желеобразованию, применяются в пищевой промышленности для приготовления желе и мармелада. Некоторые пектиновые вещества оказывают противоязвенный эффект и являются активной составляющей ряда фармацевтических препаратов, например, производное подорожника «плантаглюцид».
Мурами́н (лат. múrus — стенка) — полисахарид, опорно-механический материал клеточной стенки бактерий. По химическому строению представляет собой неразветвлённую цепь, построенную из чередующихся остатков N-ацетилглюкозамина и N-ацетилмурамовой кислоты, соединённых бета-1,4-гликозидной связью. Мурамин по структурной организации (неразветвлённая цепь бета-1,4-полиглюкопиранозного скелета) и функциональной роли весьма близок к хитину и целлюлозе.
Декстра́ны — полисахариды бактериального происхождения — синтезируются в условиях промышленного производства микробиологическим путём (воздействием микроорганизмов Leuconostoc mesenteroides на раствор сахарозы) и используются в качестве заменителей плазмы крови (так называемые клинические «декстраны»: Полиглюкин и другие).

## Пространственная изомерия
Изомерия (от др.-греч. ἴσος — равный, и μέρος — доля, часть) — существование химических соединений (изомеров), одинаковых по составу и молекулярной массе, различающихся по строению или расположению атомов в пространстве и, вследствие этого, по свойствам.
Стереоизомерия моносахаридов: изомер глицеральдегида, у которого при проецировании модели на плоскость ОН-группа у асимметричного атома углерода расположена с правой стороны, принято считать D-глицеральдегидом, а зеркальное отражение — L-глицеральдегидом. Все изомеры моносахаридов делятся на D- и L- формы по сходству расположения ОН-группы у последнего асимметричного атома углерода возле СН2ОН-группы (кетозы содержат на один асимметричный атом углерода меньше, чем альдозы с тем же числом атомов углерода). Природные гексозы — глюкоза, фруктоза, манноза и галактоза — по стереохимической конфигурациям относят к соединениям D-ряда.

## Биологическая роль
В живых организмах углеводы выполняют следующие функции:
1. Структурная и опорная функции. Углеводы участвуют в построении различных опорных структур. Так, целлюлоза является основным структурным компонентом клеточных стенок растений, хитин выполняет аналогичную функцию у грибов, а также обеспечивает жёсткость экзоскелета членистоногих[1][9].
2. Защитная роль у растений. У некоторых растений есть защитные образования (шипы, колючки и др.), состоящие из клеточных стенок мёртвых клеток[9].
3. Пластическая функция. Углеводы входят в состав сложных молекул (например, пентозы (рибоза и дезоксирибоза) участвуют в построении АТФ, ДНК и РНК)[9][10].
4. Энергетическая функция. Углеводы служат источником энергии: при окислении 1 грамма углеводов выделяются 4,1 ккал энергии и 0,4 г воды[9][10].
5. Запасающая функция. Углеводы выступают в качестве запасных питательных веществ: гликоген у животных, крахмал и инулин — у растений[1][9].
6. Осмотическая функция. Углеводы участвуют в регуляции осмотического давления в организме. Так, в крови содержится 100—110 мг/л глюкозы, от концентрации глюкозы зависит осмотическое давление крови[9].
7. Рецепторная функция. Олигосахариды входят в состав воспринимающей части многих клеточных рецепторов или молекул-лигандов[9].

## Биосинтез
В суточном рационе человека и животных преобладают углеводы. Травоядные получают крахмал, клетчатку, сахарозу. Хищники получают гликоген с мясом.
Организмы животных не способны синтезировать углеводы из неорганических веществ. Они получают их от растений с пищей и используют в качестве главного источника энергии, получаемой в процессе окисления:
{\displaystyle {\mathsf {C_{x}(H_{2}O)_{y}+xO_{2}\rightarrow xCO_{2}+yH_{2}O,\ \Delta H<0.001}}}
В зелёных листьях растений углеводы образуются в процессе фотосинтеза — уникального биологического процесса превращения в сахара́ неорганических веществ — оксида углерода (IV) и воды, происходящего при участии хлорофилла за счёт солнечной энергии:
{\displaystyle {\mathsf {xCO_{2}+yH_{2}O\rightarrow C_{x}(H_{2}O)_{y}+xO_{2}}}}

## Обмен
Обмен углеводов в организме человека и высших животных складывается из нескольких процессов:
1. Гидролиз (расщепление) в желудочно-кишечном тракте полисахаридов и дисахаридов пищи до моносахаридов, с последующим всасыванием из просвета кишки в кровеносное русло.
2. Гликогеногенез (синтез) и гликогенолиз (распад) гликогена в тканях, в основном в печени.
3. Аэробный (пентозофосфатный путь окисления глюкозы или пентозный цикл) и анаэробный (без потребления кислорода) гликолиз — пути расщепления глюкозы в организме.
4. Взаимопревращение гексоз.
5. Аэробное окисление продукта гликолиза — пирувата (завершающая стадия углеводного обмена).
6. Глюконеогенез — синтез углеводов из неуглеводистого сырья (пировиноградная, молочная кислота, глицерин, аминокислоты и другие органические соединения).

## Важнейшие источники
Главными источниками углеводов из пищи являются: хлеб, картофель, макароны, крупы, сладости. Чистым углеводом является сахар. Мёд содержит 65 % фруктозы и 25-30 % глюкозы.
Для обозначения количества углеводов в пище используется специальная хлебная единица.
К углеводной группе, кроме того, примыкают и плохо перевариваемые человеческим организмом клетчатка и пектины.

## Список наиболее распространенных углеводов
- Моносахариды
  - глюкоза
  - фруктоза
  - галактоза
  - манноза
- Олигосахариды
  - Дисахариды
    - сахароза (обычный сахар, тростниковый или свекловичный)
    - мальтоза
    - изомальтоза
    - лактоза
    - лактулоза
- Полисахариды
  - декстрин
  - гликоген
  - крахмал
  - целлюлоза
  - галактоманнаны
  - глюкоманнан
- Гликозаминогликаны (Мукополисахариды)
  - гепарин
  - хондроитин-сульфат
  - гиалуроновая кислота
  - гепаран-сульфат
  - дерматан-сульфат
  - кератан-сульфат